# William Plumer

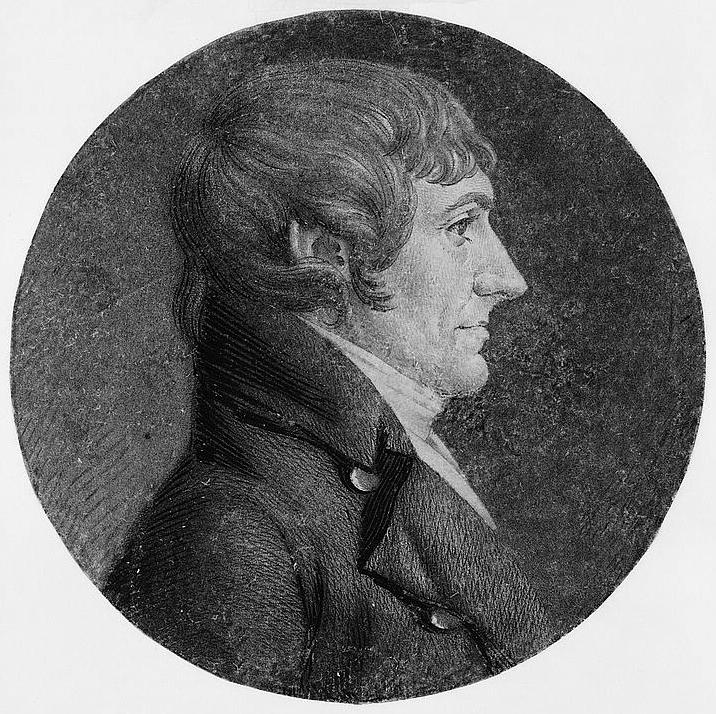
William Plumer

William Plumer (* 25. Juni 1759 in Newburyport, Province of Massachusetts Bay; † 22. Dezember 1850 in Epping, New Hampshire) war ein US-amerikanischer Politiker. Von 1802 bis 1807 vertrat er seinen Bundesstaat im US-Senat, von 1812 bis 1813 sowie von 1816 bis 1819 war er Gouverneur von New Hampshire.

## Frühe Jahre und politischer Aufstieg
William Plumer besuchte die örtlichen Schulen seiner Heimat. Im Jahr 1768 zog er mit seinen Eltern nach Epping in New Hampshire, wo William seine Schulzeit fortsetzte. Nach einem anschließenden Jurastudium wurde er 1787 als Rechtsanwalt zugelassen. Daraufhin begann er in Epping in diesem Beruf zu praktizieren. Im Jahr 1783 war er im Gemeinderat von Epping. Damals war er Mitglied der Föderalistischen Partei. Zwischen 1785 und 1800 war er mehrfach Abgeordneter im Repräsentantenhaus von New Hampshire. In den Jahren 1791 und 1797 war er Präsident des Hauses. Zwischen 1791 und 1792 gehörte er außerdem einem Gremium zur Überarbeitung der Staatsverfassung von New Hampshire an.

## US-Senator und Gouverneur
Nach dem Rücktritt von James Sheafe als US-Senator wurde Plumer als dessen Nachfolger als Class-3-Senator in den Kongress gewählt. Dort vertrat er zwischen dem 17. Juni 1802 und dem 3. März 1807 die Interessen seines Staates. Im Jahr 1803 trat er, zusammen mit einigen andern föderalistischen Parteifreunden, für eine Loslösung der Neuengland-Staaten von den Vereinigten Staaten ein. Er befürchtete, durch den von Präsident Thomas Jefferson getätigten Louisiana Purchase würde der Nordosten der USA vernachlässigt, und die Demokratisch-Republikanische Partei des Präsidenten könnte die Föderalisten verdrängen. Plumer und seine Freunde fanden aber für ihre Unabhängigkeitsbestrebungen keine Mehrheit. Während seiner Zeit im US-Senat schrieb er eine Abhandlung mit dem Titel William Plumer’s Memorandum of Proceedings of the United States Senate, 1803-1807, die 1923 überarbeitet wurde und als wichtige Quelle für Historiker gilt.
Nach dem Ende seiner Legislaturperiode wurde Plumer Mitglied des Senats von New Hampshire. Dort war er zwischen 1810 und 1811 auch Präsident der Kammer. Inzwischen war er zur Demokratisch-Republikanischen Partei übergetreten und wurde als deren Kandidat im Jahr 1812 zum neuen Gouverneur seines Staates gewählt. Das Amt übte er zunächst vom 5. Juni 1812 bis zum 3. Juni 1813 aus. In diese Zeit fiel der Beginn des Britisch-Amerikanischen Kriegs, zu dem auch New Hampshire seinen Beitrag leisten musste.
Nachdem er sich in den Jahren 1813, 1814 und 1815 jeweils erfolglos um eine Wiederwahl beworben hatte, gelang ihm 1816 die Rückkehr in dieses Amt, in dem er noch einmal nach einigen Wiederwahlen vom 6. Juni 1816 bis zum 2. Juni 1819 verblieb. In seiner Regierungszeit wurden die Strafgesetze und das juristische System des Staates reformiert und mit dem Bau einer neuen Strafanstalt begonnen. Eine Reform am Dartmouth College führte später zu einem juristischen Streit, der vom Obersten Bundesrichter John Marshall 1819 entschieden wurde.

## Weiterer Lebenslauf
Im Jahr 1820 war er bei den Präsidentschaftswahlen der einzige Wahlmann, der nicht für Präsident James Monroe, sondern für John Quincy Adams stimmte, obwohl dieser offiziell nicht kandidiert hatte. Danach zog sich Plumer aus der Politik zurück. In den folgenden Jahren gehörte er zu den Gründern der Historical Society of New Hampshire, deren erster Präsident er wurde. William Plumer starb im Jahr 1850 im Alter von 91 Jahren. Er war mit Sally Fowler verheiratet, mit der er sechs Kinder hatte. Sein Sohn William Plumer Jr. (1789–1854) war zwischen 1819 und 1824 Abgeordneter im US-Repräsentantenhaus.